# Gmina Brzeszcze
Gmina Brzeszcze je městsko-venkovská gmina (správní obvod) v okrese Osvětim v Malopolském vojvodství v jižním Polsku. Jejím sídlem je město Brzeszcze, které leží přibližně 9 kilometrů jihozápadně od Osvětimi a 57 kilometrů západní od regionálního hlavního města Krakova.
Gmina zabírá rozlohu 46,13 kilometrů čtverečních. V roce 2006 zde žilo celkem 21 557 obyvatel, z čehož v Brzeszczích žilo 11 730 obyvatel a ve venkovské části gminy 9 827 obyvatel.

## Vesnice
Kromě města Brzeszcze, gmina Brzeszcze zahrnuje vesnice a osady Jawiszowice, Przecieszyn, Skidziń, Wilczkowice a Zasole.

## Sousední gminy
Gmina Brzeszcze sousedí s gminami Kúty, Miedźna, Osvětim a Wilamowice.